# ペガサス野獣類
ペガサス野獣類（ペガサスやじゅうるい）またはペガソフェラエ（Pegasoferae）は、哺乳類のクレードとして提唱されたものの一つ。翼手目（コウモリ目）・奇蹄目（ウマ目）・食肉目（ネコ目）・鱗甲目（センザンコウ目）の4目を総称する。学名Pegasoferaeは、ウマとコウモリの翼がギリシア神話のペーガソス（ペガサス）を連想させることと、食肉目と鱗甲目のクレードであるFerae（広獣類）に由来する。天馬類と訳されることもある。
このクレードは2006年に東京工業大学の西原秀典・長谷川政美・岡田典弘が、ゲノム内のレトロトランスポゾンの挿入位置を分析した結果主張したものである。この研究では、友獣類Zooamata（奇蹄目と広獣類からなるクレード）の姉妹群として翼手目が位置付けられ、鯨偶蹄目や真無盲腸目がその外群とされた。
しかしその後の分子系統解析の研究では本クレードの単系統性を支持しなかった。特に、複数のタクソンのゲノム全域での解析を元に本クレードをその対立仮説と比較した仮説検定では、「Pegasoferae」は自然な分類ではないと結論付けている。